# Mutriku
Mutriku är en kommun i Spanien. Den ligger i Gipuzkoaprovinsen i den autonoma regionen Baskien i norra delen av landet, 300 km norr om huvudstaden Madrid. Antalet invånare är 5 281 (2024). Arean är 27,69 kvadratkilometer. Mutriku gränsar till Berriatua, Markina-Xemein, Mendaro och Deba. 